# Acaromimus
Genre
Acaromimus est un genre d'insectes de l'ordre des coléoptères, de la famille Anthribidae. 

## Liste d'espèces
Selon Catalogue of Life (27 août 2014) :
- Acaromimus sharpi

Selon ITIS (27 août 2014) :
- Acaromimus americanus (Motschulsky, 1873)